# Hochschule Hamm-Lippstadt

Hochschule Hamm-Lippstadt, Campus Hamm, Luftbild 2015. Im Vordergrund: Einkaufsmarkt und Studentenwohnheim

Die Hochschule Hamm-Lippstadt (kurz HSHL) ist eine Fachhochschule des Landes Nordrhein-Westfalen, die im Jahr 2009 gegründet wurde und nach ihren beiden Standorten Hamm ⊙ und Lippstadt ⊙ benannt wurde. Sie wurde zur Stärkung des Studienangebots im MINT-Bereich gegründet.
Aktuell studieren an den beiden Standorten zusammen rund 4.700 Studierende in 14 Bachelor- und 10 Masterstudiengängen.
Präsidentin der Hochschule ist (2025) Kira Kastell. Das Präsidium wird ergänzt durch die Vizepräsidenten Justin Lange, Klaus Pantke und Sven Quadflieg. Kanzlerin der Hochschule ist Sandra Schlösser.

## Gründung
Im Mai 2007 hatte NRW-Ministerpräsident Jürgen Rüttgers eine Initiative angekündigt, um dem gestiegenen Fachkräftemangel insbesondere in den ingenieurwissenschaftlichen Fächern entgegenzutreten. Um die Standorte der insgesamt drei neuen Fachhochschulen in Nordrhein-Westfalen bewarben sich 22 Städte, Regionen und bestehende Fachhochschulen. Die Städte Hamm und Lippstadt reichten eine gemeinsame Bewerbung ein. Am 28. November 2008 erhielt ihre Bewerbung per Kabinettsbeschluss den Zuschlag. Das Gesetz trat mit seiner Verkündung am 21. April 2009 in Kraft. Am 21. September 2009 wurde der Studienbetrieb an den beiden Standorten aufgenommen.
Im Unterschied zur traditionellen Aufteilung in Fakultäten ist die Hochschule Hamm-Lippstadt in Departments gegliedert. Dies soll eine interdisziplinäre Lehre und Forschung erleichtern.

## Standorte

Campus der Hochschule in Hamm

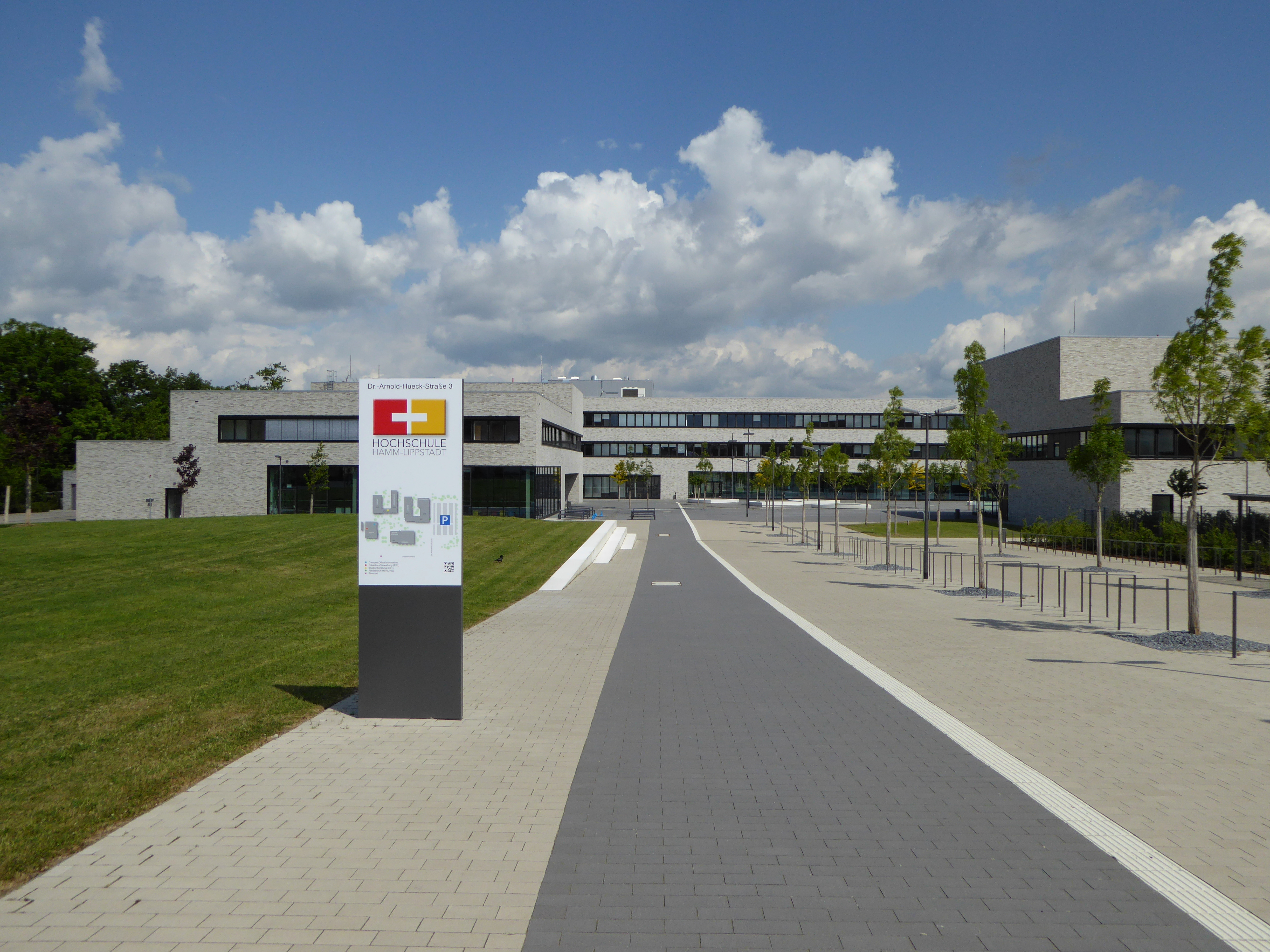
Campus der Hochschule Hamm-Lippstadt in Lippstadt

In Hamm wurden bis Anfang 2014 Gebäude der ehemaligen Paracelsuskaserne der Bundeswehr genutzt. Auf deren Gelände (damalige Anschrift: Stadthof 18) waren bis 1963 Schulen untergebracht, z. B. die Katholische Volksschule Hamm-Osten, die Gemeinschaftsschule Hamm-Osten, die Städtische Realschule (heute Friedrich-Ebert-Realschule), das mathematische Gymnasium (heute Freiherr-vom-Stein-Gymnasium) und das humanistische Gymnasium (heute das Hammonense), außerdem die Installations- und Heizungsbaufirma Hermann Fiegener. Der Schulhof wurde später – nachdem die Bundeswehr eingezogen war – zum Exerzierplatz umfunktioniert. Im Dezember 2010 begann der Abriss des alten Bundeswehrkrankenhauses. Auf dem Gelände an der Marker Allee entstand bis 2014 der Hochschulneubau auf 17.340 m² Nutzfläche. Im Wintersemester 2013/14 wurde der Lehrbetrieb in den ersten fertiggestellten Gebäuden aufgenommen. Ende Juni 2014 wurde der Campus Hamm offiziell eingeweiht und erhielt kurz darauf den Architektur- und Designpreis „Iconic Award“.
In Lippstadt entstand bis zum Frühjahr 2014 gleichermaßen ein Neubau in der Nähe der historischen Innenstadt. Die gesamte Nutzfläche beträgt 15.910 m². Bis zu seiner Fertigstellung nutzte die Hochschule Hamm-Lippstadt Seminar- und Vorlesungsräume im Cartec an der Erwitter Straße und in zwei Gebäuden an der Lüningstraße und der Rixbecker Straße.

## Studienangebot
Am Standort Hamm werden derzeit folgende Studiengänge angeboten:
- Energietechnik und Ressourcenoptimierung, Abschluss Bachelor of Engineering
- Biomedizinische Technologie, Abschluss Bachelor of Engineering
- Technisches Management und Marketing, Abschluss Bachelor of Science
- Gesundheits- und Sportingenieurwesen, Abschluss Bachelor of Engineering
- Intelligent Systems Design, Abschluss Bachelor of Engineering
- Interkulturelle Wirtschaftspsychologie, Abschluss Bachelor of Science
- Umweltmonitoring und Forensische Chemie, Abschluss Bachelor of Engineering
- Product and Asset Management, Abschluss Master of Science
- Angewandte Biomedizintechnik, Abschluss Master of Science
- Biomedizinisches Management und Marketing, Abschluss Master of Science
- Intercultural Business Psychology, Abschluss Master of Science
- Product Development and Business Studies, Abschluss Master of Engineering
- Umwelt- und Gefahrstoffanalytik, Abschluss Master of Science

Am Standort Lippstadt werden derzeit folgende Studiengänge angeboten:
- Mechatronik, Abschluss Bachelor of Engineering, auch als dualer Studiengang
- Wirtschaftsingenieurwesen, Abschluss Bachelor of Engineering
- Computervisualistik und Design, Abschluss Bachelor of Science
- Electronic Engineering, Abschluss Bachelor of Engineering
- Betriebswirtschaftslehre, Abschluss Bachelor of Science
- Materialwissenschaften und Bionik, Abschluss Bachelor of Science
- Angewandte Informatik und Soziale Medien, Abschluss Bachelor of Science
- Business and Systems Engineering, Abschluss Master of Engineering
- Technical Entrepreneurship and Innovation, Abschluss Master of Science
- Technical Consulting und Management, Abschluss Master of Science
- Electronic Engineering Bachelor of  Engineering

Die Verpflegung der Studierenden und die Bearbeitung der BAföG-Anträge wird für beide Standorte der Hochschule vom Studierendenwerk Paderborn übernommen.